# Park Hae-soo
Park Hae-soo (coreà: 박해수)  (Suwon, 21 de novembre de 1981) és un actor sud-coreà. És conegut sobretot pels seus papers protagonistes a les sèries de televisió Prison Playbook (2017-2018) i Squid Game (2021). També ha aparegut en pel·lícules com By Quantum Physics: A Nightlife Venture (2019) i Time to Hunt (2020).

## Carrera
Park va debutar en el teatre musical el 2007 amb Mister Lobby. També apareix en altres escenaris musicals com Angel Called Desire i Annapurna.
El 2017, va impressionar amb el seu paper protagonista en la sèrie dramàtica Prison Playbook, amb el que va guanyar el premi al Millor Actor Revelació en els Premis Seül.

## Vida personal
El 14 de gener de 2019, Park es va casar amb la seva parella en una cerimònia celebrada a Seül. El 29 de setembre de 2021, l'agència de Park va anunciar que la seva dona havia donat a llum a un fill i que tant la mare com el nen gaudien de bona salut.

## Filmografia

### Cinema
| Any  | Títol                                   | Títol coreà           | Paper                             | Notes                 | Ref.        |
| ---- | --------------------------------------- | --------------------- | --------------------------------- | --------------------- | ----------- |
| 2014 | The Pirates                             | 해적: 바다 로 간 산적 | Hwang Joong-geun                  |                       |             |
| 2015 | Minority Opinion                        | 소수 의견             | Assistent de Goo Hwan             |                       |             |
| 2016 | Master                                  | 마스터                | Soldat amb barret en temps antics |                       |             |
| 2019 | By Quantum Physics: A Nightlife Venture | 양자 물리학           | Lee Chang-woo                     |                       | [ 7 ]       |
| 2020 | Time to Hunt                            | 사냥 의 시간          | Han                               | Pel·lícula de Netflix |             |
| TBA  | Yacha                                   | 야차                  | Ji-hoon                           | Pel·lícula de Netflix | [ 8 ] [ 9 ] |
| TBA  | Ghost                                   | 유령                  | Kaito                             |                       | [ 10 ]      |

### Sèries de televisió
| Any       | Títol                                   | Títol coreà                                     | Plataforma | Paper         | Notes                      | Ref.          |
| --------- | --------------------------------------- | ----------------------------------------------- | ---------- | ------------- | -------------------------- | ------------- |
| 2012      | God of War                              | 무신                                            | MBC        | Kim Yun-hu    |                            |               |
| 2013      | Me and Mom and Dad and Grandma and Anna | 드라마 페스티벌 2013 - 나 엄마 아빠 할머니 안나 | MBC        | Pare          | Festival de drama 2013     |               |
| 2015-2016 | Six Flying Dragons                      | 육룡 이 나르샤                                  | SBS        | Yi Ji-ran     |                            |               |
| 2016      | Llegenda del mar blau                   | 푸른 바다 의 전설                               | SBS        | Hong Dong-pyo |                            |               |
| 2017      | The Liar and His Lover                  | 그녀 는 거짓말 을 너무 사랑해                   | tvN        | Baixista      | Cameo (Episodi 1)          |               |
| 2017-2018 | Prison Playbook                         | 슬기로운 감빵 생활                              | tvN        | Kim Je-hyuk   |                            |               |
| 2018      | Memories of the Alhambra                | 알함브라 궁전 의 추억                           | tvN        | Agent A       | Cameo (episodi 1,2,4,8)    | [ 11 ]        |
| 2019      | Persona                                 | 페르소나                                        | Netflix    | Baek Jeong-u  | Segmenta "Col·leccionista" | [ 12 ]        |
| 2021      | Racket Boys                             | 라켓 소년단                                     | SBS        | Lee Jae-joon  | Cameo (Episodi 6)          | [ 13 ]        |
| 2021      | Joc del calamar                         | 오징어 게임                                     | Netflix    | Cho Sang-woo  | Paper principal            | [ 14 ]        |
| 2021      | Chimera                                 | 키마이라                                        | tvN, OCN   | Cha Jae-hwan  |                            | [ 15 ]        |
| TBA       | Suriname                                | 수리남                                          | Netflix    | Choi Chang-ho | Choi Chang-ho              | [ 16 ] [ 17 ] |
| TBA       | Money Heist                             | 종이 의 집                                      |            | Berlín        |                            | [ 18 ]        |

## Teatre
| Any  | Títol anglès                   | Títol coreà              | Paper             | Ref. |
| ---- | ------------------------------ | ------------------------ | ----------------- | ---- |
| 2007 | The Strongest Comedy Mr. Lobby | 최강 코미디 미스터 로비  |                   |      |
| 2007 | Annapurna                      | 안나 푸르나              | Gwang-nam         |      |
| 2008 | Adolescence                    | 사춘기                   | Young-min         |      |
| 2009 | Hero                           | 영웅                     | Choi Jae-hyeong   |      |
| 2009 | 39 Stairs                      | 39 계단                  | Richard Haney     |      |
| 2010 | A Streetcar Named Desire       | 욕망 이라는 이름 의 전차 | Steve             |      |
| 2010 | Full for Love                  | 풀 포 러브               | Martin            |      |
| 2011 | The Chorus - Oedipus           | 더 코러스 - 오이디푸스   | Oedipus           |      |
| 2011 | Full of Flowers                | 됴화 만발                | Kei               |      |
| 2011 | The Seagull                    | 갈매기                   | Treplef           |      |
| 2012 | Samcheon                       | 삼천                     | Cerimònia general |      |
| 2013 | The Goddess is Watching        | 여신님 이 보고 계셔      | Lee Chang-seop    |      |
| 2014 | Macbeth                        | 맥베스                   | Macbeth           |      |
| 2014 | Frankenstein                   | 프랑켄슈타인             | El monstre        |      |
| 2014 | Man From Us                    | 맨 프럼 어스             | John Oldman       |      |
| 2015 | Judo Boy                       | 유도 소년                | Kyung Chan        |      |

## Premis i nominacions
| Cerimònia de premis     | Any  | Categoria                                  | Treball                                 | Resultat  | Ref.   |
| ----------------------- | ---- | ------------------------------------------ | --------------------------------------- | --------- | ------ |
| APAN Star Awards        | 2018 | Premi a l'Excel·lència, Actor de Minisèrie | Prison Playbook                         | Nominat   | [ 19 ] |
| Premis Baeksang Arts    | 2018 | Millor actor revelació - Televisió         | Prison Playbook                         | Nominat   |        |
| Premis Baeksang Arts    | 2020 | Millor actor revelació - Cinema            | Time to Hunt                            | Nominat   | [ 20 ] |
| Premis Blue Dragon Film | 2019 | Millor actor revelació                     | By Quantum Physics: A Nightlife Venture | Guanyador | [ 21 ] |
| Buil Film Awards        | 2020 | Millor actor revelació                     | By Quantum Physics: A Nightlife Venture | Nominat   |        |
| Chunsa Film Art Awards  | 2020 | Millor actor revelació                     | By Quantum Physics: A Nightlife Venture | Guanyador | [ 22 ] |
| Director's Cut Awards   | 2019 | Millor actor revelació                     | By Quantum Physics: A Nightlife Venture | Nominat   | [ 23 ] |
| Premis Grand Bell       | 2020 | Millor actor revelació                     | By Quantum Physics: A Nightlife Venture | Nominat   | [ 24 ] |
| The Seoul Awards        | 2018 | Millor actor revelació (Drama)             | Prison Playbook                         | Guanyador | [ 25 ] |